# Tremblois-lès-Carignan

Tremblois-lès-Carignan este o comună în departamentul Ardennes din nordul Franței. În 1 ianuarie 2022 avea o populație de 135 de locuitori.